# Primera División del Congo 2021-22
La Primera División del Congo 2021-22 fue la edición número 54 de la Primera División del Congo. La temporada comenzó el 11 de diciembre de 2021 y terminó el 12 de junio de 2022.

## Equipos participantes
- AC Léopards (Dolisie)
- AS BNG (Brazzaville)
- AS Cheminots (Pointe-Noire)
- AS Otôho (Oyo)
- CARA Brazzaville (Brazzaville)
- Diables Noirs (Brazzaville)
- Étoile du Congo (Brazzaville)
- FC Kondzo (Brazzaville)
- FC Nathaly's (Pointe-Noire)
- Inter Club Brazzaville (Brazzaville)
- JS Talangaï (Brazzaville)
- Nico-Nicoyé (Pointe-Noire)
- Patronage Sainte-Anne (Brazzaville)
- Vita Club Mokanda (Pointe-Noire)

### Ascensos y descensos
| Pos. | Ascendido de la Segunda División 2021 |
| ---- | ------------------------------------- |
| 1    | AS BNG                                |

| Pos. | Descendido de la Primera División 2021 |
| ---- | -------------------------------------- |
| 14   | Racing Club Brazzaville                |

## Tabla general
Actualizado el 13 de junio de 2022.
| Pos. | Equipo                 | PJ | PG | PE | PP | GF | GC | DG  | Pts. | Clasificación a                               |
| ---- | ---------------------- | -- | -- | -- | -- | -- | -- | --- | ---- | --------------------------------------------- |
| 1    | AS Otôho (C)           | 26 | 17 | 8  | 1  | 41 | 14 | +27 | 59   | Campeón y Liga de Campeones de la CAF 2022-23 |
| 2    | Diables Noirs          | 26 | 15 | 8  | 3  | 39 | 20 | +19 | 53   |                                               |
| 3    | Léopards Dolisie       | 26 | 14 | 8  | 4  | 42 | 19 | +23 | 50   |                                               |
| 4    | Inter Club Brazzaville | 26 | 12 | 7  | 7  | 28 | 18 | +10 | 43   |                                               |
| 5    | CARA Brazzaville       | 26 | 10 | 9  | 7  | 22 | 19 | +3  | 39   |                                               |
| 6    | JS Talangaï            | 26 | 11 | 3  | 11 | 22 | 27 | -5  | 37   |                                               |
| 7    | Vita Club Mokanda      | 26 | 10 | 6  | 10 | 27 | 26 | +1  | 36   |                                               |
| 8    | Étoile du Congo        | 26 | 9  | 8  | 9  | 23 | 29 | -6  | 35   |                                               |
| 9    | FC Kondzo              | 26 | 7  | 12 | 7  | 37 | 25 | +12 | 33   |                                               |
| 10   | AS Cheminots           | 26 | 4  | 12 | 10 | 19 | 27 | -8  | 24   |                                               |
| 11   | FC Nathaly's           | 26 | 5  | 8  | 13 | 11 | 32 | -21 | 23   |                                               |
| 12   | AS BNG                 | 26 | 6  | 3  | 17 | 24 | 42 | -18 | 21   |                                               |
| 13   | Patronage Sainte-Anne  | 26 | 5  | 5  | 16 | 18 | 41 | -23 | 20   | Play-off del descenso                         |
| 14   | Nico-Nicoyé (R)        | 26 | 4  | 8  | 14 | 14 | 29 | -15 | 20   | Descenso a Segunda División 2022-23           |